# Nieborowo
Nieborowo (deutsch Isinger) ist ein Dorf in der Woiwodschaft Westpommern in Polen. Es gehört zu der Gmina Pyrzyce (Gemeinde Pyritz) im Powiat Pyrzycki (Pyritzer Kreis).

## Geographische Lage
Das Dorf liegt in Hinterpommern, etwa 30 Kilometer südöstlich von Stettin und etwa 5 Kilometer nordwestlich der Kreisstadt Pyritz.
Die nächsten Nachbarorte sind im Norden Chabowo (Alt Falkenberg) und Chabówko (Neu Falkenberg), im Südosten Żabów (Sabow), im Südwesten Stare Chrapowo (Alt Grape) und im Westen Nowe Linie (Leine).

## Geschichte
Die scheinbar erste Erwähnung des Ortes stammt aus einer auf 1226 datierten Urkunde, nach der Herzog Barnim I. von Pommern das Kloster Kolbatz in seinen Schutz nimmt und ihm seine Güter mit einer genauen Grenzbeschreibung bestätigt. In dieser Grenzbeschreibung ist auch der hier „Ysingher“ geschriebene Ort genannt. Doch ist diese Urkunde als eine Fälschung erkannt, die dem Kloster im 14. Jahrhundert im Streit um die Gollnower Heide dienen sollte.
Der Zustand in der zweiten Hälfte des 18. Jahrhunderts ist in Ludwig Wilhelm Brüggemanns Ausführlicher Beschreibung des gegenwärtigen Zustandes des Königlich Preußischen Herzogtums Vor- und Hinterpommern (1784) überliefert: Damals war der Besitz an Isinger in zwei Anteile geteilt. Der größere Anteil, zu dem 16 Bauernstellen, fünf Kossäten, fünf Büdner, ein Krug und eine Schmiede, insgesamt 43 Haushaltungen („Feuerstellen“), gehörten, war königlicher Besitz und gehörte zum Amt Kolbatz. Der kleinere Anteil, zu dem fünf Bauern, darunter der Schulze, und drei Kossäten, insgesamt  14 Haushaltungen, gehörten, war im Besitz der Stadt Pyritz. Bei der Dorfkirche gab es einen Pastor („Prediger“), einen Küster und ein Predigerwitwenhaus. Für örtliche Streitigkeiten wurde jährlich durch das Amt Kolbatz und den Magistrat von Pyritz gemeinsam ein Gericht abgehalten, das „Voigtgedinge“ genannt.
Bis 1945 gehörte die Gemeinde Isinger zum Landkreis Pyritz der Provinz Pommern. Neben Isinger wurde als Wohnplatz Chausseehaus geführt. Isinger zählte im Jahre 1933 501 Einwohner, im Jahre 1939 525 Einwohner.
Nach dem Zweiten Weltkrieg kam Isinger, wie alle Gebiete östlich der Oder-Neiße-Grenze, an Polen. Das Dorf erhielt den polnischen Ortsnamen „Nieborowo“.

## Persönlichkeiten: Söhne und Töchter des Ortes
- Siegmund Schlichting (1853–1924), deutscher Komponist, bekannt durch die Stettiner Kreuzpolka